# Kruščik
Kruščik (cyr. Крушчик) – wieś w Bośni i Hercegowinie, w Republice Serbskiej, w gminie Brod. W 2013 roku liczyła 5 mieszkańców.